# غريدي ماثيوز
غريدي ماثيوز (بالإنجليزية: Grady Mathews)‏ هو لاعب بلياردو الجيب ‏ أمريكي، ولد في 3 يناير 1943، وتوفي في 18 أبريل 2012.